# Saison 2006 de l'équipe cycliste Cofidis
L'Équipe cycliste Cofidis participait en 2006 au ProTour.

## Effectif
| Effectif 2006            | Effectif 2006     | Effectif 2006 | Effectif 2006                          |
| Cycliste                 | Date de naissance | Pays          | Équipe précédente                      |
| ------------------------ | ----------------- | ------------- | -------------------------------------- |
| Stéphane Augé            | 6 décembre 1974   | France        | Crédit Agricole (2004)                 |
| Leonardo Bertagnolli     | 8 janvier 1978    | Italie        | Saeco (2004)                           |
| Frédéric Bessy           | 9 janvier 1972    | France        | Crédit Agricole (2002)                 |
| Jimmy Casper             | 28 mai 1978       | France        | Fdjeux.com (2003)                      |
| Sylvain Chavanel         | 30 juin 1979      | France        | Brioches La Boulangère (2004)          |
| Arnaud Coyot             | 6 octobre 1980    | France        | Cofidis-Le Crédit par Téléphone (2002) |
| Hervé Duclos-Lassalle    | 24 décembre 1979  | France        | Crédit Agricole espoirs (2004)         |
| Leonardo Duque           | 10 avril 1980     | Colombie      | Jartazi Revor (2005)                   |
| Michiel Elijzen          | 31 août 1982      | Pays-Bas      | Rabobank Continental (2005)            |
| Tyler Farrar             | 2 juin 1984       | États-Unis    | Health Net-Maxxis (2005)               |
| Bingen Fernández         | 15 décembre 1972  | Espagne       | Euskaltel-Euskadi (2001)               |
| Mathieu Heijboer         | 4 février 1982    | Pays-Bas      | Rabobank Continental (2005)            |
| Nicolas Inaudi           | 21 janvier 1978   | France        | AG2R Prévoyance (2004)                 |
| Geoffroy Lequatre        | 30 juin 1981      | France        | Crédit Agricole (2005)                 |
| Thierry Marichal         | 13 juin 1973      | Belgique      | Lotto-Domo (2004)                      |
| Sébastien Minard         | 12 juin 1982      | France        | RAGT Semences (2005)                   |
| Amaël Moinard            | 2 février 1982    | France        | VC Rouen 76 (2003)                     |
| David Moncoutié          | 30 avril 1975     | France        | GSC Blagnac (1996)                     |
| Maxime Monfort           | 14 janvier 1983   | Belgique      | Landbouwkrediet-Colnago (2005)         |
| Damien Monier            | 27 août 1982      | France        |                                        |
| Cristian Moreni          | 21 novembre 1972  | Italie        | Quick Step-Innergetic (2005)           |
| Iván Parra               | 14 octobre 1975   | Colombie      | Selle Italia-Colombia (2005)           |
| Luis Pérez Rodríguez     | 16 juin 1974      | Espagne       | Team Coast (2003)                      |
| Nicolas Roche            | 3 juillet 1984    | Irlande       | Vélo-Club La Pomme Marseille (2004)    |
| Fabien Sanchez           | 3 mars 1983       | France        | La Française des jeux (2005)           |
| Staf Scheirlinckx        | 12 mars 1979      | Belgique      | Flanders-iTeamNova (2003)              |
| Christopher Sutton       | 10 septembre 1984 | Australie     |                                        |
| Tristan Valentin         | 23 février 1982   | France        | Auber 93 (2005)                        |
| Rik Verbrugghe           | 23 juillet 1974   | Belgique      | Quick Step-Innergetic (2005)           |
| Bradley Wiggins          | 28 avril 1980     | Royaume-Uni   | Crédit Agricole (2005)                 |
|                          |                   |               |                                        |
| Source : ProCyclingStats |                   |               |                                        |

## Victoires
| Victoires | Victoires                                                    | Victoires | Victoires | Victoires            | Victoires |
| Date      | Course                                                       | Pays      | Classe    | Vainqueur            |           |
| --------- | ------------------------------------------------------------ | --------- | --------- | -------------------- | --------- |
| 18 fév.   | Tour du Haut-Var                                             | France    | 1.1       | Leonardo Bertagnolli |           |
| 19 fév.   | Classic Haribo                                               | France    | 1.1       | Arnaud Coyot         |           |
| 13 mars   | 6e étape, Tirreno-Adriatico                                  | Italie    | 2.PT      | Leonardo Bertagnolli |           |
| 19 mars   | Cholet-Pays de la Loire                                      | France    | 1.1       | Christopher Sutton   |           |
| 13 avr.   | Grand Prix de Denain                                         | France    | 1.1       | Jimmy Casper         |           |
| 13 mai    | 7e étape du Tour d'Italie                                    | Italie    | 2.PT      | Rik Verbrugghe       |           |
| 14 mai    | 3e étape du Tour de Picardie                                 | France    | 2.1       | Jimmy Casper         |           |
| 14 mai    | Classement général, Tour de Picardie                         | France    | 2.1       | Jimmy Casper         |           |
| 22 juin   | Championnat de France du contre-la-montre                    | France    | CN        | Sylvain Chavanel     |           |
| 2 juill.  | 1re étape du Tour de France                                  | France    | 2.PT      | Jimmy Casper         |           |
| 17 août   | 3e étape du Tour du Limousin                                 | France    | 2.1       | Stéphane Augé        |           |
| 18 août   | Classement général, Tour du Limousin                         | France    | 2.1       | Leonardo Duque       |           |
| 25 août   | Classement général, Tour du Poitou-Charentes et de la Vienne | France    | 2.1       | Sylvain Chavanel     |           |
| 3 sept.   | 4e étape du Tour de l'Avenir                                 | France    | 2.1       | Nicolas Roche        |           |
| 8 sept.   | 5e étape du Tour de Pologne                                  | Pologne   | 2.PT      | Stéphane Augé        |           |

L'Italien Leonardo Bertagnolli a été déclassé en 2014 de tous ses résultats obtenus entre 2003 et 2011. Si certains sites ont réattribué les places vacantes, l'UCI n'a cependant pas officiellement indiqué que c'était le cas

## Classements UCI ProTour

### Individuel
| Rang | Coureur              | Points |
| ---- | -------------------- | ------ |
| 29   | Cristian Moreni      | 76     |
| 89   | Leonardo Bertagnolli | 25     |
| 102  | Luis Pérez Rodríguez | 19     |
| 121  | Jimmy Casper         | 10     |
| 134  | Rik Verbrugghe       | 8      |
| 148  | Sylvain Chavanel     | 5      |
| 159  | Iván Parra           | 5      |
| 148  | Stéphane Augé        | 3      |
| 148  | Staf Scheirlinckx    | 2      |

### Équipe
L'équipe Cofidis a terminé à la 12e place avec 249 points.

## Classements Coupe de France

### Individuel
| Rang | Coureur              | Points |
| ---- | -------------------- | ------ |
| 3    | Jimmy Casper         | 85     |
| 8    | Christopher Sutton   | 65     |
| 13   | Leonardo Bertagnolli | 50     |
| 14   | Arnaud Coyot         | 50     |
| 35   | Tristan Valentin     | 25     |
| 36   | Tyler Farrar         | 21     |
| 38   | Geoffroy Lequatre    | 20     |
| 42   | Nicolas Roche        | 20     |
| 47   | Leonardo Duque       | 16     |
| 50   | Sylvain Chavanel     | 14     |
| 54   | Sébastien Minard     | 12     |

### Équipe
L'équipe Cofidis a terminé à la 4e place avec 91 points.